# Condoie (rivière)
Le Condroie est un cours d'eau du département de l'Ardèche, long de 9,62 km, affluant du Doux et sous-affluant du Rhône. 

## Communes et cantons traversés
Le condroie arrose 2 communes : Saint-Basile et Lamastre.

## Crues
Le volume d'eau de la rivière est influencée par les épisodes cévenoles, comme notamment en septembre et octobre 2023, à la suite de précipitations entre 50 et 300 mm.